# Cirillo di Gerusalemme
Cirillo di Gerusalemme (Gerusalemme, 313 o 315 – Gerusalemme, 18 marzo 386) è stato un vescovo e teologo greco antico, vescovo di Gerusalemme dal 350 circa al 386.
Sia la Chiesa cattolica che la Chiesa ortodossa lo venerano come santo e ne celebrano la memoria il 18 marzo. Papa Leone XIII il 28 luglio 1882 lo proclamò dottore della Chiesa.

## Biografia
Poco o nulla si sa della sua gioventù, nacque nel 313 o nel 315 a Gerusalemme, da genitori cristiani. Le informazioni che si hanno su di lui giungono dai contemporanei Rufino, Epifanio e Geronimo e da vari storici del V secolo tra cui Sozomeno, Socrate e Teodoro.
Venne ordinato sacerdote dal vescovo Macario di Gerusalemme o dal suo successore Massimo III nel 335. Sotto Massimo III operò come sacerdote della Diocesi di Gerusalemme. Molto incline al dialogo e alla riconciliazione, partecipò alle dispute teologiche più importanti della sua epoca. Sulla disputa cristologica (la natura di Gesù Cristo), egli abbracciò la corrente di Eusebio di Cesarea, che si situava in una posizione mediana tra la teologia di Atanasio di Alessandria (che divenne poi quella accettata dalla Chiesa), e quella di Ario. Gli ariani non la accettavano, Atanasio sosteneva la consustanzialità (stessa natura del Padre), mentre Eusebio e Cirillo erano per una posizione dove Cristo era definito ὅμοιος (homoios, simile al Padre).
Cirillo esercitò il suo ministero in una città che, dopo molti anni di violenze e di soprusi, tornava a suscitare l'interesse dei potenti. La madre dell'imperatore, Elena, vi si era recata nel 323, mentre nel 335 lo stesso imperatore Costantino fece erigere la basilica del Santo Sepolcro, che vide in seguito Cirillo operare e predicare. Sotto un altro imperatore, Giuliano, si tentò anche di ricostruire il Tempio di Gerusalemme distrutto duecento anni prima.
Cirillo venne nominato vescovo nel 347 da Acacio vescovo di Cesarea. Tra i due sorsero quasi immediatamente forti attriti, sia per questioni amministrative che per questioni teologiche. Questi dissidi sfociarono nella condanna all'esilio, formulata da un concilio indetto dal patriarca Acacio nel 358: Cirillo venne accusato di aver venduto proprietà della Chiesa per aiutare i poveri. Nel concilio di Seleucia del 359, presente Cirillo, Acacio venne deposto e il nostro vescovo poté, per un breve periodo, rientrare nella sua diocesi. Appena un anno dopo, questa volta ad opera dell'Imperatore Costanzo II, anch'egli filo-ariano, venne di nuovo esiliato. Con l'avvento al potere di Giuliano nel 361, tutti i vescovi esiliati furono riammessi alle loro cariche.
Il 7 maggio 351 fu testimone, insieme a tutto il popolo di Gerusalemme, dell'apparizione di una croce nel cielo.
Nel 367 venne di nuovo esiliato; questo esilio durò fino al 378. Nel 381 partecipò al grande concilio di Costantinopoli, dove venne definitivamente decisa l'adozione del Credo niceno, che diventò verità di fede. Anche Cirillo sottoscrisse la definizione di Cristo come ὁμοούσιος (homoousion, «della stessa sostanza») del Padre, convinto che questa fosse l'unica accettabile. Quando finalmente venne raggiunta, per lui e per la propria Chiesa, una chiara presa di posizione dopo un'intera vita spesa a ragionare e ponderare quale fosse la vera sostanza del Cristo, poté trascorrere gli ultimi anni in serenità.
Morì il 18 marzo 386.

## Opere
Di questo vescovo ci sono pervenute: un sermone sul lago di Betsaida, una lettera all'imperatore Costanzo II, altri tre piccoli frammenti e ventiquattro sermoni per la Catechesi.  La lettera all'imperatore descrive lo straordinario evento avvenuto nel mese di maggio agli inizi del suo episcopato, quando una grande croce comparve nel cielo tra il monte calvario e l'orto degli ulivi. Dei sermoni della catechesi, probabilmente trascritti da un catecumeno, includono la prima introduttiva (Procatechesi), diciotto sermoni tenuti in Quaresima quale preparazione al battesimo indirizzate ai catecumeni (photizòmenoi), e che trattano del peccato, della penitenza, della fede, e illustrano il contenuto del Simbolo battesimale molto simile al Credo adottato dal primo concilio di Costantinopoli, e cinque prediche dette mistagogiche, ossia istruzioni rivolte nella settimana dopo la Pasqua ai neo-battezzati per illustrare la dottrina ed il rito dei sacramenti e la liturgia della messa.
Si ricordano anche le parole sugli animali e il Creato nella Catechesi battesimale.